# Bernard van Risenburgh
Bernard van Risenburgh, także Bernard van Riesen Burgh (ur. ?, zm. ok. 1766) – francuski ebenista pochodzenia holenderskiego.
Tytuł mistrzowski uzyskał w 1730 roku, zaś w 1738 przejął po ojcu, Bernardzie van Riseburghu starszym, zakład snycerski w Paryżu założony przed 1722.
Produkował meble rokokowe cechujące się bogactwem dekoracji i dbałością o linie. Stosował w swoich meblach na dużą skalę zdobienie chinoiserie, brązowe aplikacje, malowaną porcelanę oraz lakę chińską. Za typowy dla jego warsztatu produkt uchodzi własny typ sekretery bez szuflady w nadstawie.